# Doazit
Doazit – miejscowość i gmina we Francji, w regionie Nowa Akwitania, w departamencie Landy.
Według danych na rok 1990 gminę zamieszkiwało 858 osób, a gęstość zaludnienia wynosiła 39 osób/km² (wśród 2290 gmin Akwitanii Doazit plasuje się na 489. miejscu pod względem liczby ludności, natomiast pod względem powierzchni na miejscu 459.).